# Club zu Bremen
Der Club zu Bremen ist mit seiner über 220 Jahre langen Geschichte einer der ältesten Gesellschaftsclubs in Deutschland.

## Geschichte
Der Club zu Bremen entstand 1931 durch Zusammenschluss der Bremer Gesellschaft von 1914 und der 1783 gegründeten Gesellschaft Museum. Präsident war 1932 Friedrich Roselius, ein Bruder von Ludwig Roselius, dem Kaffee-Kaufmann und Gründer der Firma Kaffee HAG.
Die Mitgliederzahl betrug 1933 immerhin 1 250, ausschließlich Männer, denn Frauen hat die Satzung erst im Jahr 2000 den Zugang geöffnet. Heute hat der Club rund eintausend Mitglieder, die sich aus Vertretern der Bremischen Gesellschaft, Wirtschaft, Wissenschaft, Kultur und Politik zusammensetzen. Der Club verfügt zudem über einen selbständigen Juniorenkreis.
Die Gesellschaft hatte bis 1926 ihre Clubräume in den Ratsstuben (heute Deutsches Haus) und zog dann in die Böttcherstraße – zunächst in das Haus St. Petrus und später in das Haus Atlantis. Seit dem Zweiten Weltkrieg hat die traditionsreiche Gesellschaft ihre Clubräume im Untergeschoss des historischen Hauses Schütting gegenüber dem Bremer Rathaus.

## Ziele
Setzte sich die Bremer Gesellschaft von 1914 das Ziel, „die Geselligkeit von Kaufleuten, Industriellen, Gelehrten und anderen“ zu fördern, und ging die Gesellschaft Museum aus einem Leseclub und einem später gegründeten naturwissenschaftlichen Zweig hervor, so verfolgt der Club heute „ausschließlich und unmittelbar“ den Zweck, die internationale Zusammenarbeit auf allen Gebieten zu pflegen.

## Vorsitzende des Clubs nach 1945
- 1947–1948 Richard Ahlers
- 1948–1958 Wilhelm Volkmann
- 1958–1964 Alfred Meyer
- 1964–1980 Carl Otto Merkel
- 1980–2002 Friedrich Wilhelm Bracht, Ehrenmitglied
- 2002–2008 Klaus Berthold
- 2008–2018 Rüdiger Hoffmann
- seit 2018 Dr. Claudia Nottbusch